# Alain De Kuyssche
Alain De Kuyssche aussi connu sous le nom de plume d’Alain Hammerstein, né le 11 septembre 1946 à Etterbeek (province de Brabant) et mort le 20 janvier 2024, est un journaliste belge, rédacteur en chef, romancier et scénariste de bande dessinée. Il crée Didi pour Frédéric Jannin, pour lequel il écrit également quelques gags de Germain et nous.

## Biographie

### Jeunesse et formation
Alain De Kuyssche naît le 11 septembre 1946 à Etterbeek,,. Il passe sa jeunesse et accomplit ses humanités à Molenbeek-Saint-Jean. Il présente son mémoire de licence en criminologie à l'Université libre de Bruxelles en juin 1969 dont un extrait intitulé Les aventures d'Alix - Les aventures de Lefranc est publié dans Phénix no 10 de juillet 1969. Après des études de droit, il suit une carrière journalistique qui le mène en Amérique du Sud (Pérou et Vénézuela en mission humanitaire pendant deux ans) dans les années 1960.

### Aux éditions Dupuis
Il entre aux éditions Dupuis, et signe ses premiers articles dans la rubrique Brico-trucs de Spirou du Journal Spirou en 1977, il en devient rédacteur en chef l'année suivante. Il y écrit, de 1978 à 1982, les scénarios pour Frédéric Jannin des gags en une demi-planche de Didi, une petite fille dans un monde d'adultes dont on ne voit que les jambes. Elle vivra aussi un récit de 16 pages intitulé Piège pour un ordinateur autour de l'informatique à l'instigation de la marque Nixdorf. Cette société éditera trois albums publicitaires de 1982 à 1984,. La collection « L'Aventure belge » des éditions Bidouille accueille dans son deuxième numéro le volume Didi en 1982. La dernière apparition de Didi est le récit court de six pages Yucca Ranch II The suite publié dans le numéro no 2475 de 1985.  
On lui doit plusieurs gags de Germain et nous…, avec Frédéric Jannin. Il a aussi scénarisé quelques gags de Gaston pour André Franquin. 
Six ans plus tard, il dirige Télémoustique, amenant cet hebdomadaire à la première place de la presse magazine belge jusqu'en 1995. N’abandonnant pas totalement la bande dessinée, il propose Moustique junior : un supplément jeunesse encarté au centre du journal, où l’on peut suivre des reprises, mais aussi quelques inédits, comme Wayne Thunder dont il écrit le scénario pour Raffaele Carlo Marcello,.
Puis, il laisse le journalisme pour entreprendre des études d'éthologie et obtient un master, en 2000. Il participe ainsi à une étude sur les ours noirs d'Europe et co-écrit une étude internationale à leur sujet. Il poursuit ses activités en étudiant les rapports entre les chats noirs et l'humain, depuis la plus haute Antiquité jusqu'à nos jours. Ses recherches l'ont amené à donner des conférences dans plusieurs universités, notamment à Prague, Paris, Helsinki et Malmö.
De Kuyssche revient au journalisme en 2000, pour devenir rédacteur en chef de l’hebdomadaire satirique belge Ubu-Pan, fonction qu'il exerce jusqu'en 2017. Christian Laporte, journaliste à La Libre Eco affirme que c'est début septembre 2011 que l’hebdomadaire satirique francophone se dote « d'un rédacteur en chef en bonne et due forme, du nom d'Alain De Kuyssche ».
Il conserve cette fonction mais change d'organe de presse, en septembre 2017, pour le quotidien en version numérique Le Peuple, relancée en 2013 par Mischaël Modrikamen. Parallèlement, il est le rédacteur en chef du site tintin.com de Moulinsart SA en janvier 2009.
Pour le dessinateur Jacques Martin, il remet à jour en 2002 la biographie Avec Alix, qu'avait écrite Thierry Groensteen en 1984. Il est à l'origine de nombreux rédactionnels pour la promotion de l'œuvre de Jacques Martin et, en 2004, il est l'auteur de l'adaptation d'Alix en roman, avec Alix l'intrépide, Le Sphinx d'Or, Le Sortilège de Khorsabad et L'Ombre de César. Il écrit aussi le scénario de Londres en péril : une aventure de Lefranc mais n'est pas crédité de sa contribution, ce qui interpelle le journaliste Francis Matthys de La Libre Belgique.
Il crée le personnage de Wayne Thunder, animé graphiquement par Carlo Marcello, deux albums parus aux Éditions du Lombard (1987-1988). Il scénarise un conte de Noël pour le personnage Mickey, de Disney. Dernier personnage créé : Florquin, les aventures d'un chat dans un monde où les lecteurs sont placés dans la position des chats — ils ne comprennent pas le langage des humains.
De 2004 à 2005, il écrit la préface de nombre d'ouvrages publiés aux éditions Loup. Il multiplie les collaborations à la revue littéraire Marginales et publie son premier roman, Divadlo ! - Un récit pour l’enfant que nous ne cessons d’être, chez Éditions Edilivre-Aparis en 2015.

### Bédéologue
Il est également un connaisseur de la bande dessinée et écrit plusieurs ouvrages sur le sujet dont : Dino Attanasio : 60 ans de bande dessinée, (2006), Eddy Paape, la passion de la page d'après (2008) et Cauvin l'homme aux cent mille gags, (Dupuis, 2008). Il contribue à la chronique Les Aventures du journal, dans Spirou avec Hugues Dayez en 2008, retraçant des éléments de l'histoire du journal, ainsi qu'à Tintin au Congo de papa, de Daniel Couvreur (2010). 
Il met en œuvre et rédige les textes d'accompagnement de plusieurs intégrales (Spirou  et Fantasio, par André Franquin, Tif et Tondu, Johan et Pirlouit, Natacha), ainsi que d'un album Bob et Bobette.

### Aux Éditions du Tiroir
En 2019, il devient l'un des membres clés de l'équipe des Éditions du Tiroir, en plus de ses fonctions de rédacteur en chef de L'Aventure. Il y publie Les Aventures de Loustic, l'autre Spirou. Ce magazine lui permet de renouer avec de grands auteurs dont il a la nostalgie : François Walthéry, Marc Wasterlain, Philippe Foerster, Antonio Cossu, Philippe Berthet, Philippe Luguy et aussi André Taymans, l’initiateur du projet. Il achève les scénarios de deux bandes dessinées qui paraissent en 2024, parmi lesquels l'adaptation en bande dessinée d'un roman d'espionnage d'Henri Vernes Singleton - Rendez-vous au Pélican Vert dessiné par Elisabetta Barletta,.

### Décès
Il meurt le 20 janvier 2024, à l'âge de 77 ans,,. Sa dépouille mortelle repose au cimetière de Molenbeek-Saint-Jean.

### Vie privée
Alain De Kuyssche demeurait à Molenbeek-Saint-Jean.

## Œuvre

### Albums de bande dessinée
- Alix
Les Voyages d'Alix - Les Jeux Olympiques[31], scénario de Jacques Martin, dessins de Cédric Hervan et Yves Plateau, Casterman, 2004  (ISBN 2-203-32935-1)

### Collectifs
- Spécial animaux - 7 chefs-d'œuvre drôle, émouvants et tendres, Dupuis, coll. « Les Meilleurs Récits du journal de Spirou », Marcinelle, août 1986
Scénario : collectif dont Alain De Kuyssche - Dessin et couleurs : collectif -  (ISBN 2-8001-1395-2)
- Bill a disparu !, Vents d'Ouest, Paris, octobre 1990
Scénario : André-Paul Duchâteau, Yann, Alain De Kuyssche - Dessin : collectif dont Roba - Couleurs : quadrichromie -  (ISBN 9782869671225)

#### Ouvrages sur la bande dessinée
- Avec Alix (avec Jacques Martin), Thierry Groensteen (Dir.) Tournai : Casterman, 1984  (ISBN 2-203-31351-X),Réédition augmentée en 1987  (ISBN 2-203-32601-8) et en 2002  (ISBN 2-203-34905-0).
- Dino Attanasio : 60 ans de bande dessinée[35] avec Denis Coulon, préface : Charles Picqué, Bruxelles, Ananké, 2006  (ISBN 2-930234-78-4)
- Eddy Paape, la passion de la page d'après, Le Lombard, 2008  (ISBN 9782803624249)
- Tintin au Congo de papa, Daniel Couvreur, Alain De Kuyssche (Contrib.), Éditions Moulinsart, 2010,  (ISBN 9782874242120).

### Novellisation
- Alix l'intrépide, Jacques Martin, Alain Hammerstein, Casterman 2004  (ISBN 2-203-13022-9)
- Le Sortilège de Khorsabad, Jacques Martin, Alain Hammerstein, Casterman 2004  (ISBN 2-203-13023-7)
- L'Ombre de César, Jacques Martin, Alain Hammerstein, Casterman 2004  (ISBN 2-203-13025-3)
- Le Sphinx d'or, Jacques Martin, Alain Hammerstein, Casterman 2004   (ISBN 2-203-13037-7)

### Roman
- Divadlo ! - Un récit pour l’enfant que nous ne cessons d’être, Edilivre-Aparis, 2015  (ISBN 9782334007726).

### Écrits
- Alain De Kuyssche, « Les 45 ans de Spirou », Télémoustique, no 2988,‎ 5 mai 1983, p. 1-17, 19.
- Si c’est ça, le Soleil... in Soleil[36], Lamiroy, coll. « Opuscule Hors-série #19 », Bruxelles, 1er décembre 2023,  (ISBN 978-2-87595-891-4).

## Hommages
C'est Didier Conrad et Yann qui les premiers lui rendent hommage dans Les Hauts de page de Spirou no 2260 en 1981, puis vient le tour de Philippe Bercovici, dans la même rubrique, no 2271 de la même année. Dans Spirou Dream Team, scénarisée par Yann, il est représenté sous les traits d'un cochon anthropomorphe jovial sous le crayon de Simon Léturgie en 2008,.
Fred Neidhardt le représente de la même façon en 2016, tandis que François Ayroles choisit trois moments clés du journal pour le représenter dans le numéro no 4161 en 2018.

#### Livres
- Jean Pirotte (dir.) et Luc Courtois, Du régional à l'universel. : L'imaginaire wallon dans la bande dessinée., Louvain-la-Neuve, Fondation wallonne Pierre-Marie et Jean-François Humblet, 1999, 310 p. (ISBN 978-2-9600072-3-7 et 2960007239, OCLC 1075833932), p. 215 lire sur Google Livres
- Jacques Fiérain, « De Kuyssche, Alain », dans La BD dans la province du Hainaut, Charleroi, Éd. l'Âge d'or, septembre 2006, 96 p., ill. ; 31 cm (ISBN 9782960046458 et 2960046455, OCLC 469651838, présentation en ligne), p. 52. .
- Patrick Gaumer, Dictionnaire mondial de la BD, Paris, Larousse, 2010, 954 p., ill. ; 27 cm (ISBN 9782035843319 et 2-0358-4331-6, OCLC 920924930, présentation en ligne), p. 17, 40, 98, 111, 157, 166, 278, 282, 425, 444, 515, 540, 559, 569, 648, 672, 798, 800, 829. .
- François Ayrolles, « Alain De Kuyssche apporte un nouveau souffle », dans Moments clés du journal de Spirou 1937-1985, Marcinelle, Dupuis, coll. « Patrimoine », 2 mars 2018, 312 p., ill. ; 20,8 cm (ISBN 9782800171142 et 2800171146, OCLC 1034784873, présentation en ligne), p. 271-272.
- Philippe Mellot, Michel Denni, Laurent Turpin et Isabelle Morzadec, Trésors de la bande dessinée : BDM 2023-2024 - Catalogue encyclopédique et Argus, Paris, Les Arènes, novembre 2022, 23e éd., 1677 p., ill. ; 23 cm (ISBN 9791037507280, OCLC 1351462460, présentation en ligne), p. 395, 1458. .

#### Périodiques
- Morgan Di Salvia, « Hommage : Génération De Kuyssche », Spirou, Dupuis, no 4484,‎ 20 mars 2024, p. 25-27 (ISSN 0771-8071).